# AFC Challenge League
Die AFC Challenge League ist ein Wettbewerb für asiatische Fußball-Vereinsmannschaften, der von der Asian Football Confederation (AFC) organisiert wird. Sie bildet im Rahmen des jährlich ausgetragenen Asienpokals nach der AFC Champions League Elite und der AFC Champions League Two den drittwichtigsten Kontinentalwettbewerb für Vereinsmannschaften in Asien.
Der Wettbewerb wurde zunächst von 2005 bis 2014 als AFC President’s Cup bezeichnet und danach in den damaligen AFC Cup integriert und somit aufgelöst. Ab der Saison 2024/25 wird er unter der neuen Bezeichnung AFC Challenge League wiedereingeführt.
Rekordsieger dieses Wettbewerbs ist der tadschikische Verein Regar TadAZ mit drei Titelgewinnen. Dahinter rangieren der FK Dordoi Bischkek aus Kirgisistan mit zwei sowie insgesamt sechs Vereine mit jeweils einem Erfolg. Mit insgesamt vier Siegen liegt Tadschikistan im Nationenvergleich vorne. Auf dem zweiten und dritten Platz folgen Turkmenistan (3) und Kirgisistan (2).

## Geschichte

### 2005 bis 2014 – Anfänge und zwischenzeitliche Auflösung
| Saison  | Sieger des AFC President’s Cups |
| ------- | ------------------------------- |
| 2005    | Regar TadAZ                     |
| 2006    | FK Dordoi-Dynamo                |
| 2007    | FK Dordoi-Dynamo (2)            |
| 2008    | Regar TadAZ (2)                 |
| 2009    | Regar TadAZ (3)                 |
| 2010    | Yadanarbon FC                   |
| 2011    | Taiwan Power Company FC         |
| 2012    | FC Istiklol                     |
| 2013    | Balkan FK                       |
| 2014    | FK HTTU                         |
| Saison  | Sieger der AFC Challenge League |
| 2024/25 | Arkadag FK                      |

Logo des AFC President’s Cups

Der President’s Cup bildete die dritte Stufe im System der asiatischen Mannschaftswettbewerbe, unterhalb der AFC Champions League und des AFC Cup. Die Gründung dieser drei Wettbewerbe erfolgte als Konsequenz auf den durch AFC-Präsident Mohamed bin Hammam angeregten Aktionsplan Vision Asia, mit dem man auf den sehr uneinheitlichen Entwicklungsstand der nationalen Verbände Asiens reagieren wollte.
Die Qualifikation für die asiatischen Kontinentalwettbewerbe verlief anders als in Europa, wo theoretisch jedes Land die Chance hat, mit mindestens einer Mannschaft (nach überstandener Qualifikation) an der UEFA Champions League teilzunehmen. In Asien machen die 14 reifsten Fußballnationen (unter ihnen die Großmächte Saudi-Arabien, Japan, Südkorea und Iran) mit bis zu vier Mannschaften pro Nation die Champions League unter sich aus, die nächsten Länder (fußballerische Mittelmächte) messen sich mit je ein bis zwei Vertretern im AFC Cup.
Der President’s Cup war schließlich als Vergleich für fußballerische Entwicklungsländer gedacht, die finanziell und organisatorisch einem größeren Turnier nicht gewachsen sind. Deshalb fand der Wettbewerb, zu dem elf Nationen jeweils ihre Meister entsandten, auch innerhalb weniger Tage an einem festen Ort statt und nicht über das Jahr verteilt mit Heim- und Auswärtsspielen. Bis einschließlich 2007 fand das Turnier mit acht, danach mit zwölf Mannschaften statt. Im Jahre 2015 wurde der Wettbewerb bzw. dessen Teilnehmer in den AFC Cup integriert.

### Ab 2024 – Wiederbelebung unter neuem Namen
Ende Dezember 2022 gab die AFC zusammen mit einer Umstrukturierung der bisherigen Kontinentalwettbewerbe für Vereinsmannschaften auch die Wiedereinführung eines dritten asiatischen Wettbewerbs bekannt. Zusammen mit den oberen beiden Turnieren erhielt auch der dritte Wettbewerb mit AFC Challenge League einen neuen Namen, wobei die AFC ihn als Fortsetzung des früheren President’s Cups sieht. An der Challenge League werden wie auch am President’s Cup die schwächsten Verbände teilnehmen, während die besten für die Champions League Elite und die mittleren für die Champions League Two startberechtigt sind.

## Statistik

### Ranglisten

#### Nach Vereinen
In der Geschichte der AFC Challenge League errangen acht verschiedene Vereine den Titel. Am erfolgreichsten war der tadschikische Verein Regar TadAZ, der drei Finalspiele gewinnen konnte. Dahinter folgt der FK Dordoi Bischkek aus Kirgisistan mit zwei Siegen. Drei Vereine triumphierten bei ihrer ersten Teilnahme: Regar TadAZ (2005 bei der ersten Austragung), Yadanarbon FC (2010) und Arkadag FK (2024/25).
Bisher konnten zwei Vereine (Regar TadAZ und FK Dordoi Bischkek) ihren Titel aus dem Vorjahr verteidigen.
| Rang | Verein                        | Titel | Finale | Quote |
| ---- | ----------------------------- | ----- | ------ | ----- |
| 1    | Regar TadAZ                   | 3     | 3      | 100 % |
| 2    | FK Dordoi Bischkek 1          | 2     | 6      | 033 % |
| 3    | Arkadag FK                    | 1     | 1      | 100 % |
|      | FC Istiklol                   | 1     | 1      | 100 % |
|      | Nebitçi FT 2                  | 1     | 1      | 100 % |
|      | Taiwan Power Company FC       | 1     | 1      | 100 % |
|      | Yadanarbon FC                 | 1     | 1      | 100 % |
|      | Ýedigen 3                     | 1     | 1      | 100 % |
| 9    | FC Khatlon 4                  |       | 1      | 000 % |
|      | Khan Research Laboratories FC |       | 1      | 000 % |
|      | Markaz Shabab al-Am'ari       |       | 1      | 000 % |
|      | Nepal Police Club 5           |       | 1      | 000 % |
|      | Phnom Penh Crown              |       | 1      | 000 % |
|      | PKR Svay Rieng                |       | 1      | 000 % |
|      | Rimyongsu SG                  |       | 1      | 000 % |

Anmerkungen

#### Nach Ländern
Bislang konnten Vereine aus sechs Ländern den Wettbewerb gewinnen. Die Klubs aus Tadschikistan führen mit insgesamt vier Erfolgen diese Wertung vor den turkmenischen Vereinen mit drei und den kirgisischen Vereinen mit zwei Titeln an. Dahinter folgen Chinese Taipei und Myanmar mit je einem Sieg.
Die meisten Finalteilnahmen, nämlich sechs, haben kirgisische Vereine vorzuweisen.
| Rang | Land           | Titel | Vereine (kursiv: Finalisten ohne Titelgewinn) | Finale | Quote |
| ---- | -------------- | ----- | --------------------------------------------- | ------ | ----- |
| 01   | Tadschikistan  | 4     | Regar TadAZ, FC Istiklol FC Khatlon           | 5      | 080 % |
| 02   | Turkmenistan   | 3     | Nebitçi FT, Ýedigen, Arkadag FK               | 3      | 100 % |
| 03   | Kirgisistan    | 2     | FK Dordoi Bischkek                            | 6      | 033 % |
| 04   | Chinese Taipei | 1     | Taiwan Power Company FC                       | 1      | 100 % |
|      | Myanmar        | 1     | Yadanarbon FC                                 | 1      | 100 % |
| 06   | Kambodscha     |       | Phnom Penh Crown, PKR Svay Rieng              | 2      | 000 % |
| 07   | Nepal          |       | Nepal Police Club⁠                             | 1      | 000 % |
|      | Nordkorea      |       | Rimyongsu SG                                  | 1      | 000 % |
|      | Pakistan       |       | Khan Research Laboratories FC                 | 1      | 000 % |
|      | Palästina      |       | Markaz Shabab al-Amari                        | 1      | 000 % |

### Torschützenkönige
Erste Torschützenkönige des AFC President’s Cup wurden der Kambodschaner Hok Sochetra, die beiden Tadschiken Chursched Mahmudow und Dschomichon Muhiddinow sowie der Sri-Lanker Dudley Lincoln Steinwall mit jeweils vier Toren in der Saison 2005. Die Rekordmarke von elf Toren in einer Spielzeit hält der Kirgise Mirlan Mursajew (2014). Insgesamt finden sich unter den bisherigen 15 Torschützenkönigen jeweils drei Kirgisen und Tadschiken sowie je zwei Myanmarer, Sri-Lanker, Taiwaner und Turkmenen. Als bisher einziger Spieler wurde der Kirgise Mirlan Mursajew zweimal Torschützenkönig (2012–2013).
Sechsmal stammte der Torschützenkönig aus der Siegermannschaft.
| Saison                       | Nat               | Spieler                  | Verein                  | Tore |
| ---------------------------- | ----------------- | ------------------------ | ----------------------- | ---- |
| 2005                         | Kambodscha        | Hok Sochetra             | Hello United            | 04   |
| 2005                         | Tadschikistan     | Chursched Mahmudow       | Regar TadAZ             | 04   |
| 2005                         | Tadschikistan     | Dschomichon Muhiddinow   | Regar TadAZ             | 04   |
| 2005                         | Sri Lanka         | Dudley Lincoln Steinwall | Blue Star SC            | 04   |
| 2006                         | Chinesisch Taipeh | Chuang Yao-tsung         | Tatung FC               | 05   |
| 2006                         | Kirgisistan       | Roman Kornilow           | FK Dordoi-Dynamo        | 05   |
| 2007                         | Sri Lanka         | Channa Ediri Bandanage   | Ratnam SC               | 06   |
| 2008                         | Myanmar 1974      | Thi Ha Kyaw              | Kanbawza FC             | 06   |
| 2009                         | Myanmar 1974      | Soe Min Oo               | Kanbawza FC             | 06   |
| 2010                         | Tadschikistan     | Rustam Usmonow           | Wachsch Qurghonteppa    | 05   |
| 2011                         | Chinesisch Taipeh | Ho Ming-tsan             | Taiwan Power Company FC | 06   |
| 2012                         | Kirgisistan       | Mirlan Mursajew          | FK Dordoi Bischkek      | 08   |
| 2013                         | Kirgisistan       | Mirlan Mursajew          | FK Dordoi Bischkek      | 09   |
| 2014                         | Turkmenistan      | Süleýman Muhadow         | FK HTTU                 | 11   |
| 2024/25                      | Turkmenistan      | Altymyrat Annadurdyýew   | Arkadag FK              | 05   |
| Siegermannschaft Rekordmarke |                   |                          |                         |      |